# 聖路加国際病院
聖路加国際病院（せいるかこくさいびょういん、英語: St. Luke's International Hospital）は、東京都中央区築地に所在する大規模総合病院である。また、敷地内の「チャペル及び付属する旧病棟」は、東京都選定歴史的建造物となっている。
事業主体は、日本聖公会系列の学校法人聖路加国際大学。
なお、「聖路加」の読みとして、「せいろか」と表記するのは誤りとなる（後述の「#病院の名称」を参照）。

## 概要
1901年、米国聖公会の宣教医師であるルドルフ・トイスラーが、築地居留地であった当地（現：東京都中央区築地）に当院の前身である聖路加病院（英：St. Luke's Hospital）を設立。米国聖公会は、日本の開国後、本邦における布教活動として、立教大学創設者のチャニング・ウィリアムズらを派遣しており、同会所属の宣教医師らが開設してきた愛恵病院、築地病院の後身にあたる（後述の「#沿革」を参照）。
当院の理念には、トイスラーが1933年に語った以下の言を掲げる。
「キリスト教の愛の心が　人の悩みを救うために働けば　苦しみは消えて　その人は生まれ変わったようになる　この偉大な愛の力を　だれもがすぐわかるように　計画されてできた生きた有機体が　この病院である」
戦前の旧病棟の建設にあたっては多額の資金を下賜されるなど、皇室との関係もあった。1914年（大正3年）に大隈重信が国際病院設立評議会の会長、後藤新平、渋沢栄一、阪谷芳郎が副会長を務め、ウィルソン大統領夫人(英語版)などからも多額の寄付があるなど、日米の政財界から多くの支援を受けた。渋沢は、その後も聖路加国際病院評議会会長を務め、病院の発展のため熱心に支援した。
1992年から1996年には、メディア出演や本の出版などで知られる日野原重明が院長を務めていたほか、「医療社会事業科」が設置されており、医療ソーシャルワーカーが常駐している。
2005年に就任した福井次矢院長の下では、QI活動（医療の質を表す指標測定・公開と改善活動）に力を入れた。また、この活動を国レベルで推進することを提唱した結果、現在では国内の多くの医療機関が同様の活動を行うようになった。経済協力開発機構（OECD）の、「日本の医療の質レビュー」（2015年）においても、「聖路加国際病院で実施している質指標プロジェクトは特に印象的であり、国全体で展開するロールモデルとなりうる」との評価を受けている。これら活動が評価され、2015年には国際病院連盟賞の最高位賞である会長賞を受賞した。同賞は、国際病院連盟が主催し、世界中の病院の活動、取り組みで、顕著な功績が認められた病院を表彰するものである。
2012年7月23日、国際的な医療施設認証機関であるJCI(Joint Commission International)の認証を取得した。認証された施設は聖路加国際病院、聖路加国際病院附属クリニック予防医療センター、聖路加産科クリニック、聖路加訪問看護ステーションの4つの事業体であり、複合医療施設の同時認証は国内初、病院としての認証取得は亀田総合病院、NTT東日本関東病院に続いて国内3番目となった。
2019年11月、アメリカ看護師認証センター（The American Nurses Credentialing Center:ANCC）により、優れた看護実践を行う医療施設に与えられる、マグネット認証（Magnet Recognition®️）を国内で初取得。
2020年12月1日、民間の総合病院として初の特定機能病院に承認された。
いわゆる「病院ランキング」などでは、しばしば上位に評価されるほか、研修医の初期臨床研修施設としても知られ、虎の門病院などと並んで日本で最も医学生の人気の高い研修先のひとつとされる。Newsweekの「世界病院ランキング（The World's Best Hospitals）」でも、2019年に国内2位、世界100位以内とされ、2022年に国内2位、世界23位となった。

## 沿革
現在の聖路加国際病院に改称されたのは1917年（大正6年）だが、当院の前身である聖路加病院以前についても記載する。

### 愛恵病院・築地病院
- 1859年（安政6年）
2月: 米国聖公会（英語版）は、米国聖公会内外伝道協会外国委員会にて、開国したばかりの日本における福音宣教組織の開設を決議。中国・上海で宣教師として活動するジョン・リギンズ（英語版）、チャニング・ウィリアムズ（英語版）（現：立教大学創設者）および医療宣教師の日本派遣を決定[10][11]。
6月末: ウィリアムズが長崎に来日[10]。
- 1866年（慶応2年）10月: ウィリアムズが米国聖公会第2代中国・日本伝道主教に任命される[12]。
- 1873年（明治6年）11月: ウィリアムズが東京に活動拠点を移す[10]。
- 1883年（明治16年）12月:フランク・ハレルが米国聖公会より東京の宣教医に任命[13]。
- 1884年（明治17年）
3月29日: ハレルが来日[14]。まもなく東京に到着[13]。
聖バルナバ病院（大阪府大阪市）を見学し、院長のヘンリー・ラニングと会談[14]。ウィリアムズとラニングの同意を得て、東京にも同様の病院設立を目指す[14]。
5月12日: 築地居留地38番館のハレル宅にて、診療所（のちの呼称：築地診療所）を開院[14]。
6月12日: ハレルが深川聖三一教会の裏に「大橋診療所」を開設する[10][14]。
ハレル医師が設立した2つの診療所は、とても上手くいっていたが、設備の整った病院が大いに必要とされる[13]。
- 1885年（明治18年）: 年内のハレル医師の医療活動において、2,156人の患者が治療を受けた[13]。
- 1886年（明治19年）9月: 築地1丁目の借家にて、ハレルが築地仮病院を開設[14]。
- 1887年（明治20年）
9月: ハレル医師が宣教医を辞職し、ミッションから退く[13][14]。
 聖バルナバ病院（大阪府）とともに医療業務が大幅に増加し、当年の経営は順調に推移[13]。
- 1890年（明治23年）11月1日: ウィリアムズの要請から、京橋区船松町13番地にて、医師で聖公会信徒の長田重雄を院長として、「愛恵病院」（英：Tokyo Dispensary）を開設[15]。
- 1896年（明治29年）6月13日: 愛恵病院が、築地居留地37番（立教大学校校舎跡地）へ移転し、築地病院（英：St. Luke's Hospital）に改称[15]。
- 1899年（明治32年）秋: 築地病院（St. Luke's Hospital）が閉鎖し、長田院長も辞任[15]。

### 聖路加病院

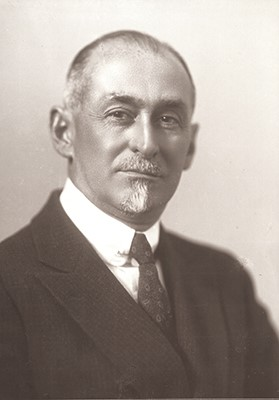
ルドルフ・トイスラー

- 1900年（明治33年）2月2日: 米国聖公会の宣教医師ルドルフ・トイスラー（英語版）が夫妻で来日[15]。
- 1901年（明治34年）
1月後半: トイスラーが、佃島に「聖アンデレ診療所」を開設[15]。
2月12日: トイスラーが、旧築地居留地37番（築地病院跡地）にて、後身となる「聖路加病院」（現：聖路加国際病院、英：St. Luke's Hospital）を開設[15]。英語名は、前身の築地病院と同名であり、当院の再建でもあった[15]。

- 1902年（明治35年）：看護教育が開始され、看護学生たちは聖公会の司祭であった小林彦五郎（立教女学校校長）からキリスト教を学ぶ[14]。
- 1903年（明治36年）：別館が完成し、手術室、消毒室、個室3室、治療室4室、薬局が増設される[16]。
- 1904年（明治37年）：聖路加看護婦学校が発足[17][16]。
- 1911年（明治44年）：病院創設10周年の記念祝賀会を開催[16]。

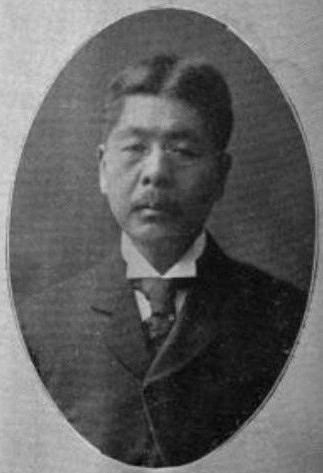
阪井徳太郎

- 1912年（明治45年、大正元年）：国際病院化計画が開始。新病院建設計画の後援会が発足し、初代会長には、ウィリアムズの長崎時代の弟子である大隈重信、幹事に立教大学校出身の阪井徳太郎が就任。渋沢栄一、桂太郎なども会員となる[注釈 2][1][16]。
- 1913年（大正2年）
トイスラーが米国に滞在し、聖路加への支援を呼びかけ、ホワイトハウスでウィルソン大統領（英語版）へ病院の国際化計画を申し出る[注釈 3]。
ニューヨークに聖路加病院アメリカ評議会が結成され[注釈 4]、米国聖公会も聖路加の支援を決定[1]。
- 1914年（大正3年）
7月：大隈重信が聖路加病院に対するより強固な援助方法を検討し、評議員組織「大日本国際病院設立評議会」が発足[注釈 5]。会長に大隈重信、副会長に後藤新平、渋沢栄一、阪谷芳郎が就任。評議会には阪井徳太郎の尽力もあり、新渡戸稲造、尾崎行雄、近藤廉平、服部金太郎、青山胤道（東京帝国大学医科大学学長）など多くの名士や実業家が参加[注釈 6][16][1]。
病院を増改築し、4階建ての70床の病院となる[注釈 7][16]。

### 聖路加国際病院
- 1917年（大正6年）: 聖路加国際病院（事業主体：聖路加国際医道院）と改称[17]。
- 1920年（大正9年）：聖路加国際病院付属高等看護婦学校を設立[17]。
- 1923年（大正12年）: 関東大震災により病院が倒壊すると、入院患者80名を青山学院寄宿舎へ移送し、後に仮設病院を建設して診療継続[18]。この仮設病院は、新病院が完成後にも管理棟や看護専門学校（後身：聖路加看護大学）として使用された。

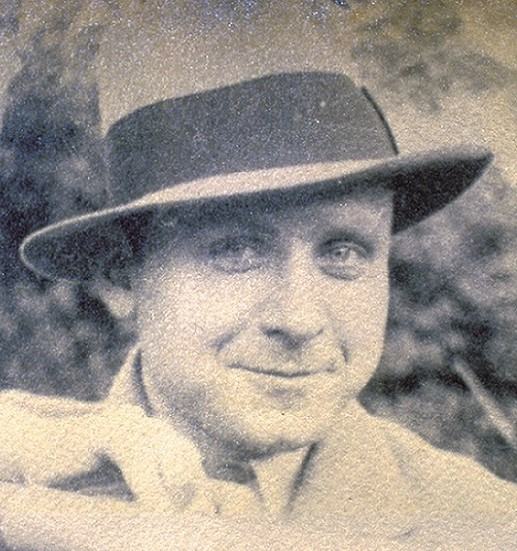
ポール・ラッシュ

- 1928年（昭和3年）：立教大学教授のポール・ラッシュがトイスラーを助け、新病院建設資金の募金活動に尽力[19]。募金本部をニューヨークに置き、トイスラーの指揮もあり、1931年（昭和7年）までの間に募金計画額260万ドル（現在換算価額：約120億円）を達成[20][注釈 8]。
- 1930年（昭和5年）: 聖路加国際病院の定礎式が開催され、秩父宮、同妃両名のほか、当時の外相・幣原喜重郎外相、米・英・仏その他各国大使を始め、内外名士500余名が参列[注釈 9][21]。
- 1933年（昭和8年）: 
皇室・米国聖公会・米赤十字などの寄付により新病院再建（現：旧館）[18]。
明石町19番にて、看護教育宣教師のアリス・C・セントジョンの宿舎（現：トイスラー記念館）を建設[22]。
- 1937年（昭和12年）: 上林敬吉が病院理事会の指名建築家に就任。
- 1943年（昭和18年）: 戦時体制下、大東亜中央病院（事業主体：財団法人大東亜医道院）に改称[18][17]。
- 1945年（昭和20年）:
東京大空襲時、築地・明石町一帯は、当院が所在していたために爆撃を免れたが、一説には、アメリカ軍が病院屋上より、爆撃地点を確認したという（別記事「モー・バーグ」を参照）。
戦後、旧称：聖路加国際病院（事業主体：財団法人聖路加国際病院）に復帰するものの、アメリカ軍の接収のために米軍極東中央病院として使用されたことから、聖路加築地分院（現：国立がんセンター中央病院）を開設して診療を行った[18]。
- 1955年（昭和30年）:接収されていた本院が返還され、現所在地に戻る[18]。
- 1963年（昭和38年）: 附属の看護専門学校を改組し4年制の聖路加看護大学とする[18]。
- 1992年（平成4年）: 関東大震災後の仮設病院跡地に新館完成[18]。病院設備の大部分が旧館より移転[18]。
- 1995年（平成7年）: 地下鉄サリン事件の発生により、当院最寄り駅の築地駅が被害者数最多であったものの、当時の院長日野原重明の積極的な指示により、本件最大の被害者受け入れ先となった[18]。
- 1998年（平成10年）:トイスラー記念館（現：聖路加タワー）を現在の街区中庭へと移築・復元[22]。
- 2004年（平成16年）:「聖路加国際病院トイスラー記念館」として、中央区の有形文化財に指定される[22]。
- 2012年（平成24年）7月23日:JCI(Joint Commission International)の認証を取得[5]。
- 2013年（平成25年）: 事業主体を一般財団法人聖路加国際メディカルセンターへと改称（2015年、一般財団法人聖路加財団に名称変更）[17]。
- 2014年（平成26年）: 聖路加看護大学を聖路加国際大学と改称[17]。学校法人聖路加国際大学が事業譲受し、大学附属病院として改組[17]。
- 2019年（令和元年）11月:アメリカ看護師認証センターにより、優れた看護実践を行う医療施設に与えられる「マグネット認証（Magnet Recognition®️）」を国内で初取得。
- 2020年（令和2年）12月1日:民間の総合病院として、初の特定機能病院に承認された。

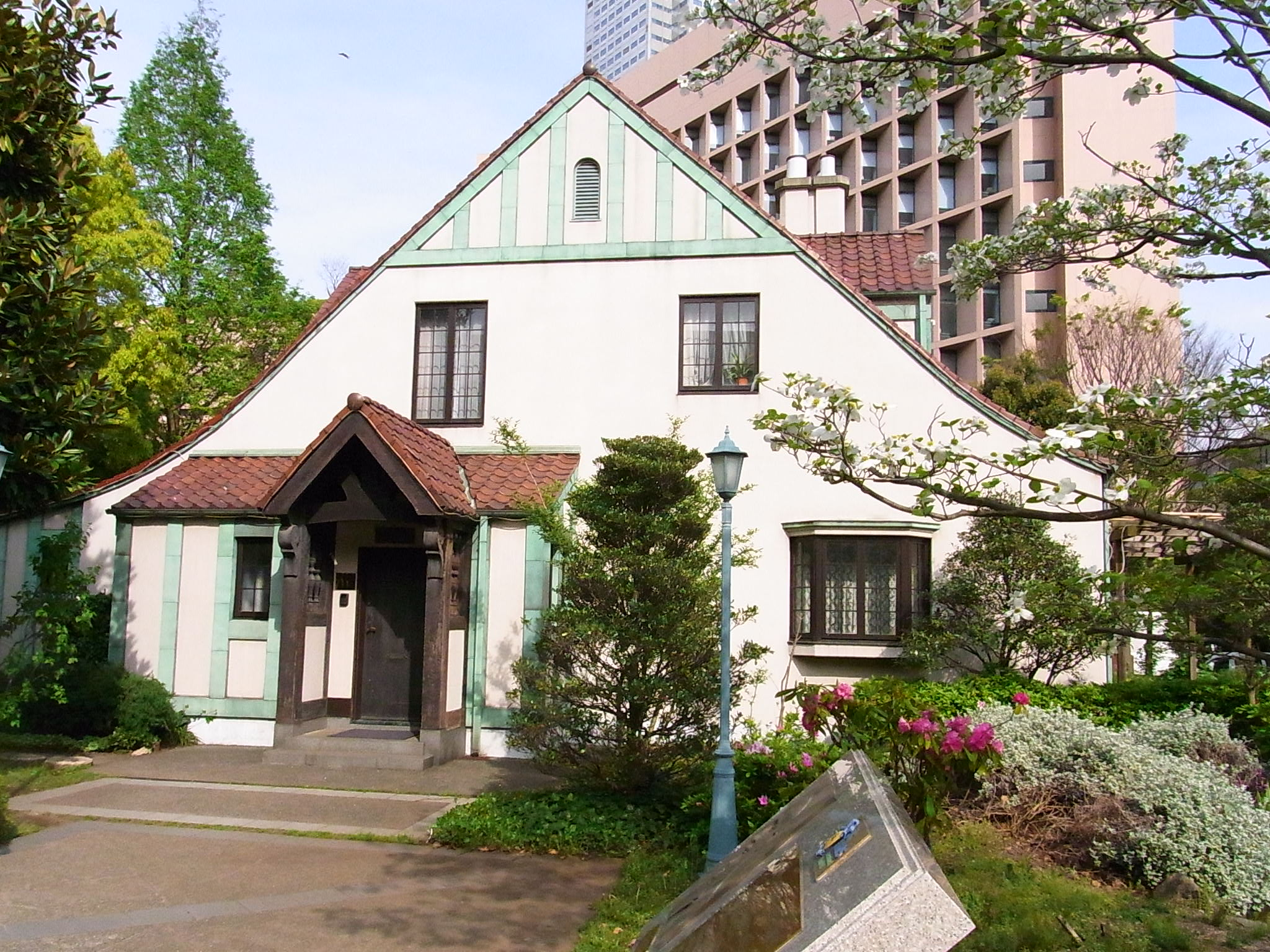
創設者 R.B.トイスラー医師の「トイスラー記念館」（2010年4月30日撮影）
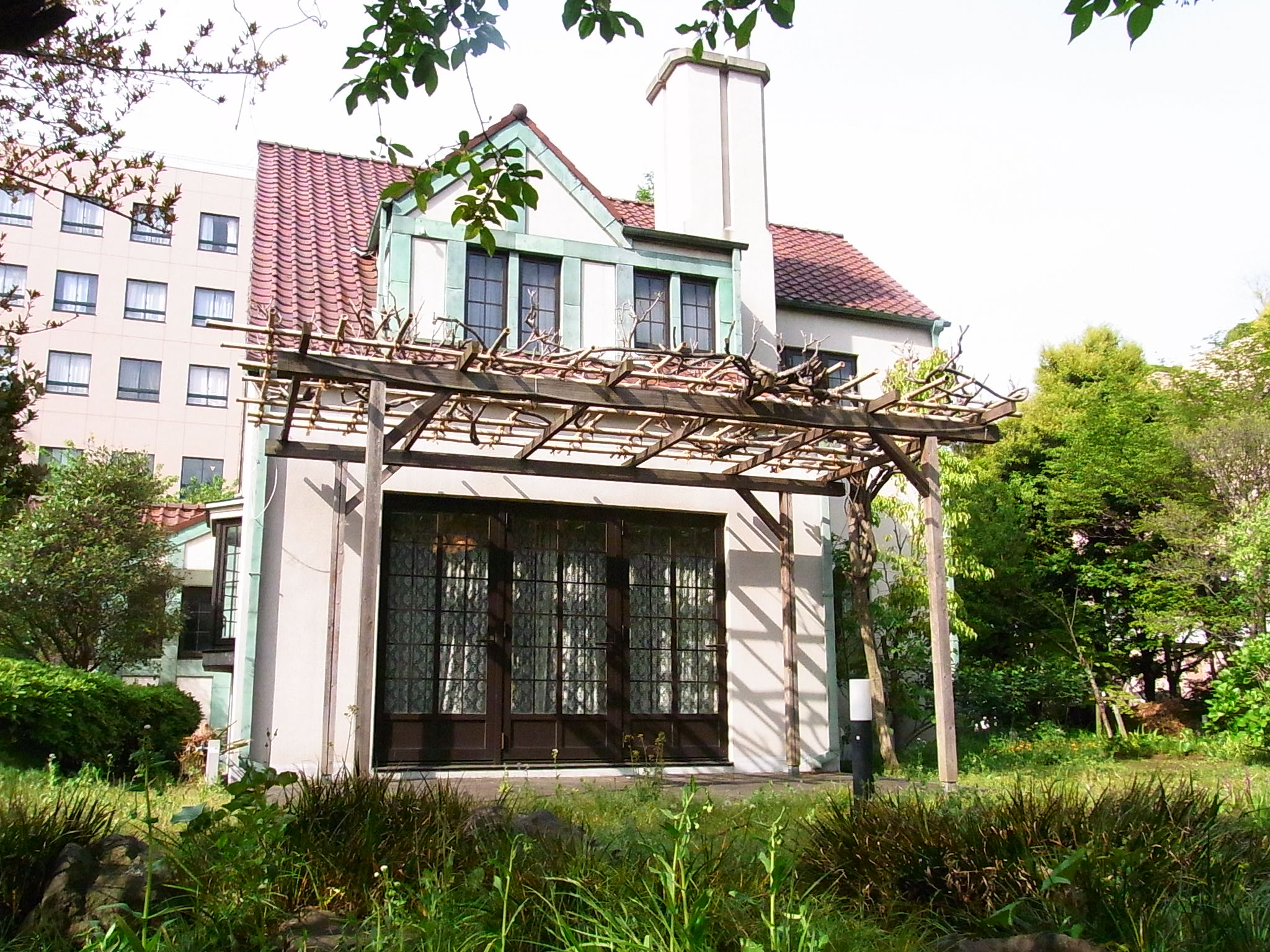
同左（2010年4月30日撮影）

## 病院の名称
病院名は、使徒パウロの協力者の一人であり、新約聖書の福音書の一つである『ルカによる福音書』の著者とされる聖人ルカの漢字表記に由来する。聖ルカは、『コロサイ人への手紙』で「親愛なる医者のルカ」（4章14節）と呼ばれていることから、キリスト教圏ではしばしば病院の名前に使われる。1896年（明治29年）に聖路加国際病院の前身である「築地病院」の名称を英語で「St Luke's Hospital」としたのはウィリアムズ主教と思われる。
なお、「聖路加」の正式な読みは「せいるか」である一方、「せいろか」の読みも定着している。職員も以前はそのように発音していることがあったが、近年では積極的に正式名を用いており、テレビ報道でも正式名称で紹介されている。また、関連施設である聖路加国際大学・聖路加ガーデン・聖路加レジデンスにおいても、正式な読みは「せいるか」としている。
当院最寄りの都営バス「聖路加病院前」バス停の読みでは、長らく「せいろか」とされたが、2020年頃の案内更新により「せいるか」に修正された。報道番組などにおいてはしばしば「せいろか」と呼称され、そのようにルビが振られることが多い。

## 診療科
| - 一般内科 - 腎臓内科 - 血液内科 - 内分泌代謝科 - リウマチ膠原病センター - 感染症科 - 腫瘍内科 - 緩和ケア科 - 心血管センター - 循環器内科 - 心臓血管外科 - 消化器センター - 消化器・一般外科 - 消化器内科 - 呼吸器センター - 呼吸器内科 - 呼吸器外科 | - 脳・神経センター - 神経内科 - 脳神経外科 - 神経血管内治療科 - 小児総合医療センター - 小児科 - 小児外科 - Well baby Clinic（乳幼児健診） - 整形外科 - 形成外科 - ブレストセンター - 乳腺外科 - 乳腺腫瘍内科 - 放射線腫瘍科 | - 女性総合診療部 - 一般婦人科 - 女性外科 - 周産期科（旧・産婦人科） - 生殖医療センター - リエゾンセンター - 精神科 - 心療内科 - 皮膚科 - 泌尿器科 - 形成外科・美容外科 - 眼科 - 歯科口腔外科 - 耳鼻咽喉科 - 救命救急センター - 国際外来 | - 放射線科 - 病理診断科 - 放射線腫瘍科 - 麻酔科 - 人間ドック科 - 遺伝診療部 - 臨床検査科 - 腎センター |

## 施設

### 新病院棟

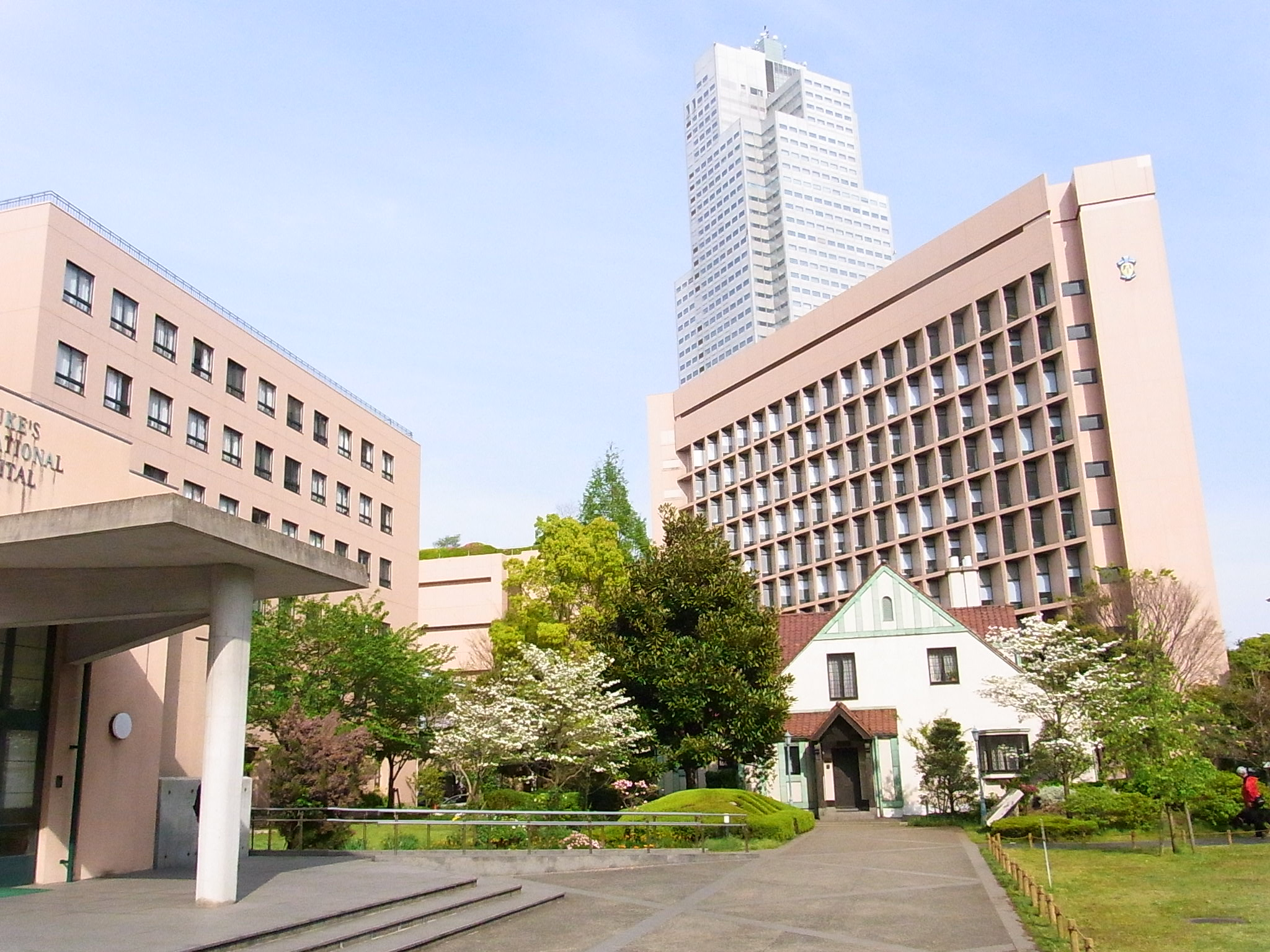
1992年竣工の新病院棟（2010年4月30日撮影）

この区域は「第2街区」と呼ばれ、公道を挟んで建つ「第3街区」聖路加タワーとは、地上2階レベルで屋根付きの連絡橋によって結ばれている。新病院は1992年（平成4年）の竣工で、アメリカ合衆国のユタ州ソルトレイクシティにあるセントマークス病院（1973年）をモデルに日建設計によって設計された。病室は患者のプライバシーへの配慮と感染防御の観点から、小児病棟、緩和ケア病棟、集中治療室を除いた病床のすべてが個室となっている。
新病院に移転すると共に、薬品・物品の搬送は、それまでの看護師・薬剤師に代わって、専門の係員によって行われることになった（SPDシステム）。電子カルテの導入も積極的に行われ、2003年（平成15年）導入の第三次システムではほぼペーパーレス化が実現された。
また、新病院は大規模災害など大量の被災者発生の際には、機能を臨時拡張して医療処置を遂行できるよう設計されている。具体的には、施設内のあらゆる壁面に酸素供給口が設けられており、チャペル（礼拝堂）・ロビー・ホール・廊下などを広くスペースを取り救急救命医療処置が可能になっているが、これは当時の常務理事である日野原重明が、スウェーデンの病院に同様の設計があることから提言して実現したものである。日野原がこの設計を取り入れたのは、東京大空襲の経験による（後述）。建設当時は無駄との批判もあったこの機能は、新病院完成から3年後の1995年に発生した地下鉄サリン事件の被害者診療時で大いに活用され、他の大病院でも採用されるようになった。
新病院では、テレビ局などのドキュメンタリー取材の受け入れも多いが、病院の施設がテレビドラマや映画の撮影などのロケに提供されることはない。

### 聖路加タワー

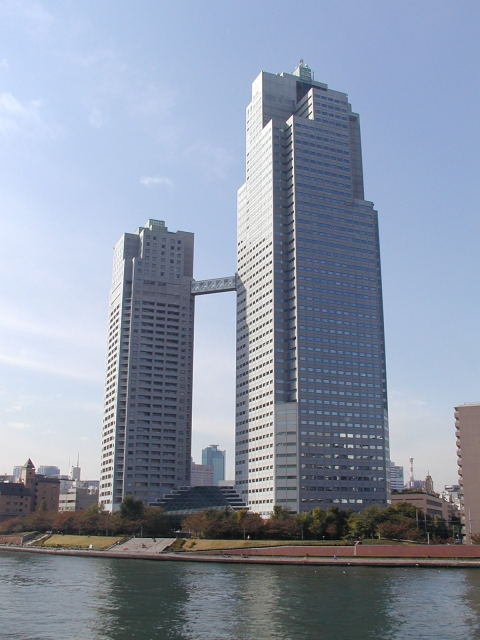
聖路加タワー（隅田川方向より）

このツインタワー部分は「第3街区」と呼ばれ、病院の敷地を構成する3街区のうちの最も隅田川寄りの街区に建設された超高層ビルディング形態の棟。47階建てと38階建ての高低差がある特徴的なデザインのツインタワー構造で東京湾岸のスカイラインを造形する代表的な建築物として知られている。
47階建ての棟の3・4階には予防医療センター（人間ドック）があり、その上部はオフィスフロアとして賃貸されている。かつて、大手広告代理店電通の大半の部署が汐留に新本社ビルを完成させる前にこの部分に入居していた。最上部には展望レストラン「Luke」（聖ルカの意）があり、また、日本テレビとフジテレビの定点観測カメラが東京湾岸の状況を中継するために設置されている。また、フジテレビと日本テレビのFPU基地が設置されている。
38階建ての棟は、下から約4分の3は医療介護付き居住施設の「聖路加レジデンス」で、約4分の1の最上部には銀座クレストンが入居している。

### 旧病院棟の保存部分を含む区域

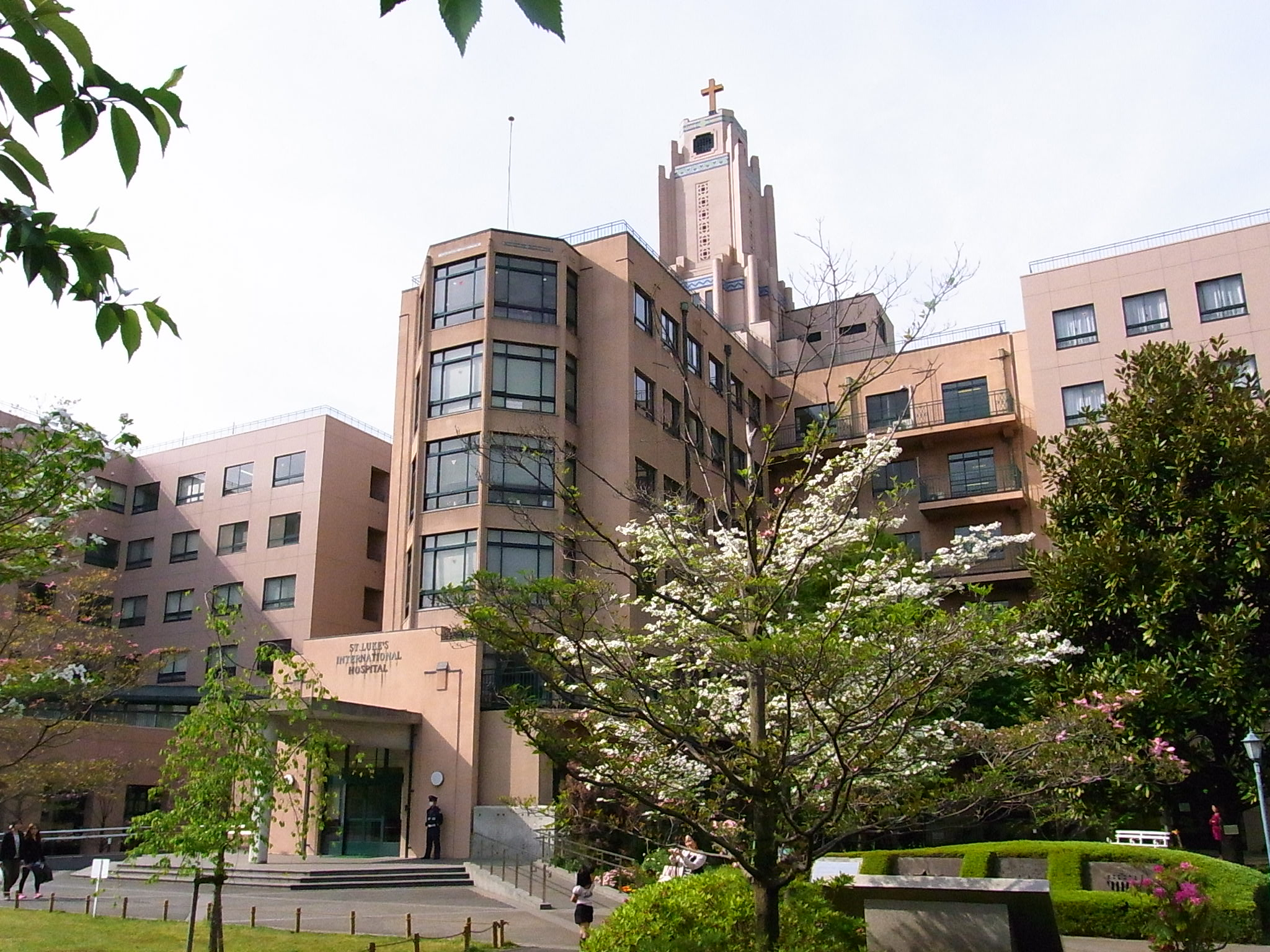
1933年竣工の旧病院棟の保存部分（2010年4月30日撮影）

この区域は、「第1街区」と呼ばれる。保存部分はアントニン・レーモンド、ヤン・ヨセフ・スワガー、ベドジフ・フォイエルシュタインの3名のチェコ人建築家によって設計が進められたネオ・ゴシック様式の建物で、途中で設計者がJ.V.W.バーガミニーに変更されている。創立者トイスラーの出身地であるボストンのマサチューセッツ総合病院をイメージしてデザインされた。
礼拝堂のステンドグラスは、予算の関係から複雑な聖人画などは作れなかった。逆に抽象的な図像でキリスト教の殉教の歴史を象徴する画が配されている。漁船や魚の図像は築地市場のある土地を反映したものだが、それは同時に魚がローマのキリスト教弾圧の時代にキリスト教徒同士の合い言葉であり、漁船が聖ペトロ（人をすなどる漁師）を表している。
礼拝堂の前には床のタイルにハエやネズミなど、伝染病を媒介する動物、及びアラジンの魔法のランプ（迷信を象徴するもの）がレリーフとして彫られており、これらを足で踏みつける事が出来るようになっている。
新館に移転後はオルガンなどが設置され、現在は聖公会による礼拝や聖書朗読会、オルガンコンサートなどが行われている。また、日に3度（8時30分、12時、18時）鐘楼から賛美歌が流れ明石町一帯で聴く事が出来る。
かつて病棟があったときには、各階病棟から礼拝堂（旧館チャペル）に出ることができた。旧館には現在、入院病棟は無い。

#### 現状
現在は中央部分（外部はエントランス部分から十字架が立つ尖塔にかけて、内部は礼拝堂・ロビー・事務室・トイスラークリニック・国際外来・その他）が保存されている。十字架の尖塔と礼拝堂の保存部分を中央にして左右に保存部分とデザインを整合させて設計されたウイング状の棟があるがこの部分は新築である。左側のウイングの大部分は聖路加看護大学の施設となっており、右側のウイングには「小児総合医療センター」などの施設がある。かつては右側ウイング内に「予防医療センター（人間ドック）」があったが現在は超高層ビル棟（聖路加タワー）の3・4階に移転している。

#### 解体計画
中央区明石町の3街区にわたる病院敷地全体の再開発事業（聖ルカ・ライフサイエンスセンター構想）の開始にあたり、当初計画では旧病院棟の全体が取り壊される予定であった。しかし、日本建築学会がアントニン・レーモンドの設計による礼拝堂（旧館チャペル）の文化的重要性を理由に保存の要請をした結果、設計変更が行われて旧病院棟のチャペルを含む中央部分は内外観ともにレーモンドの設計による姿が忠実に保存修復されて全体の象徴になっている。なお、チャペル及び付属する旧病棟は、居留地時代の名残を残す明石町のシンボルとして、東京都選定歴史的建造物の選定を受けている。

## 戦時中のエピソード
日野原の著書、小学館「戦争と命と聖路加国際病院ものがたり」にて、1945年3月10日の東京大空襲の後を「からだの一部が焼け焦げて炭のように真っ黒になってしまった人、傷口から激しく出血している人、髪も顔も全身が焼けただれている人。大けがやケガを負った人が、まるで荷物のようにトラックで運ばれてきました。チャペル前のロビー、地下室、女子専門学校の体育室、ついには廊下まで、ベニア板を並べ、その上に布団を敷いて、負傷者を収容しました。激痛に気を失う人、気がふれたように歩き回る人、中には頭部がぱっかりと割れ、体を動かすことができずにじっと座って痛みに耐えている人もいました。」と回想している。

## 関係者一覧
- ルドルフ・トイスラー
- 日野原重明
- 安田真美
- 大曲貴夫 - 国立国際医療研究センター 国際感染症センター・センター長
- 細谷亮太

## 各種認定
- 臨床研修指定病院
- 東京都災害拠点病院
- 地域がん診療連携拠点病院[29]
- 救命救急センター
- 地域周産期母子医療センター
- エイズ治療拠点病院
- 地域型認知症疾患医療センター
- 日本がん治療認定医機構認定研修施設[30]
- 日本臨床腫瘍学会認定研修施設[31]
- 日本臨床検査医学会認定研修施設[32]
- 日本循環器学会認定循環器専門医研修施設[33]
- 日本心血管インターベンション学会認定研修関連施設（ハートセンター・内科）[34]
- 日本血液学会研修施設[35]
- 臨床遺伝専門医研修施設[36]
- 日本周産期・新生児医学会周産期専門医研修指定施設[37]
- 日本神経学会教育研修施設[38]
- 日本腎臓学会研修施設[39]
- 日本外科学会外科専門医制度指定施設 [40]
- 日本胸部外科学会指定施設[41]
- 日本形成外科学会専門医研修施設（形成外科）[42]
- 日本精神神経学会精神科専門医制度研修施設[43]
- 日本皮膚科学会皮膚科専門医研修施設[44]
- 日本小児科学会小児科専門医研修施設[45]
- 日本超音波医学会超音波専門医研修施設[46]
- 日本病理学会認定病院[47]
- 日本麻酔科学会認定病院[48]
- 日本口腔外科学会研修施設（歯科口腔外科）[49]
- 日本老年歯科医学会認定研修歯科診療施設（歯科口腔外科）[50]
- 日本病院薬剤師会がん専門薬剤師研修施設[51]
- 日本医療薬学会認定薬剤師研修施設[52]

## 不祥事
- 2017年5月22日 - 当院の男性牧師（40代）が5月22日、病院内にある牧師の控室で、難病治療に伴い心のケアを受けていた女性患者に抱きつき胸を触るなどした。警視庁築地署が強制わいせつ容疑で、男性牧師を書類送検した。男性牧師は5月8日、女性患者に「マッサージして」と頼み女性に肩などをもませているうちに無理やり下半身を触らせたという。さらに同22日に女性患者が男性牧師に被害を抗議すると、さらなるわいせつ行為に及んだ。男性牧師は患者を精神的にサポートする「チャプレン」として勤務していた[53]。刑事事件としては不起訴となったため、女性は牧師と聖路加国際病院を相手取り提訴した。2022年12月に性加害行為を認定する判決が出され[54]、2023年1月に確定した。

## 参考図書
- 日野原重明『戦争と命と聖路加国際病院ものがたり』小学館、2015年。